# Sanatori de La Barranca
El Sanatori de la Barranca o Hospital del Santo Ángel és un edifici situat en el terme municipal de Navacerrada a Espanya que fins a 1995 va funcionar com a hospital psiquiàtric, sent abans un sanatori antituberculós.

## Història
A mig del segle xx el Patronat Nacional Antituberculós, dependent del Ministeri de Sanitat, va construir al llarg de la geografia espanyola diversos sanatoris aïllats dels nuclis urbans per tractar algunes de les greus pandèmies que estaven assolant a la població civil; com la tuberculosi, la lepra, la polio, la fibrosis i el càncer de pulmó. En la serra de Guadarrama es van situar diversos d'ells, com el de la Barranca, aquesta data de 1941.

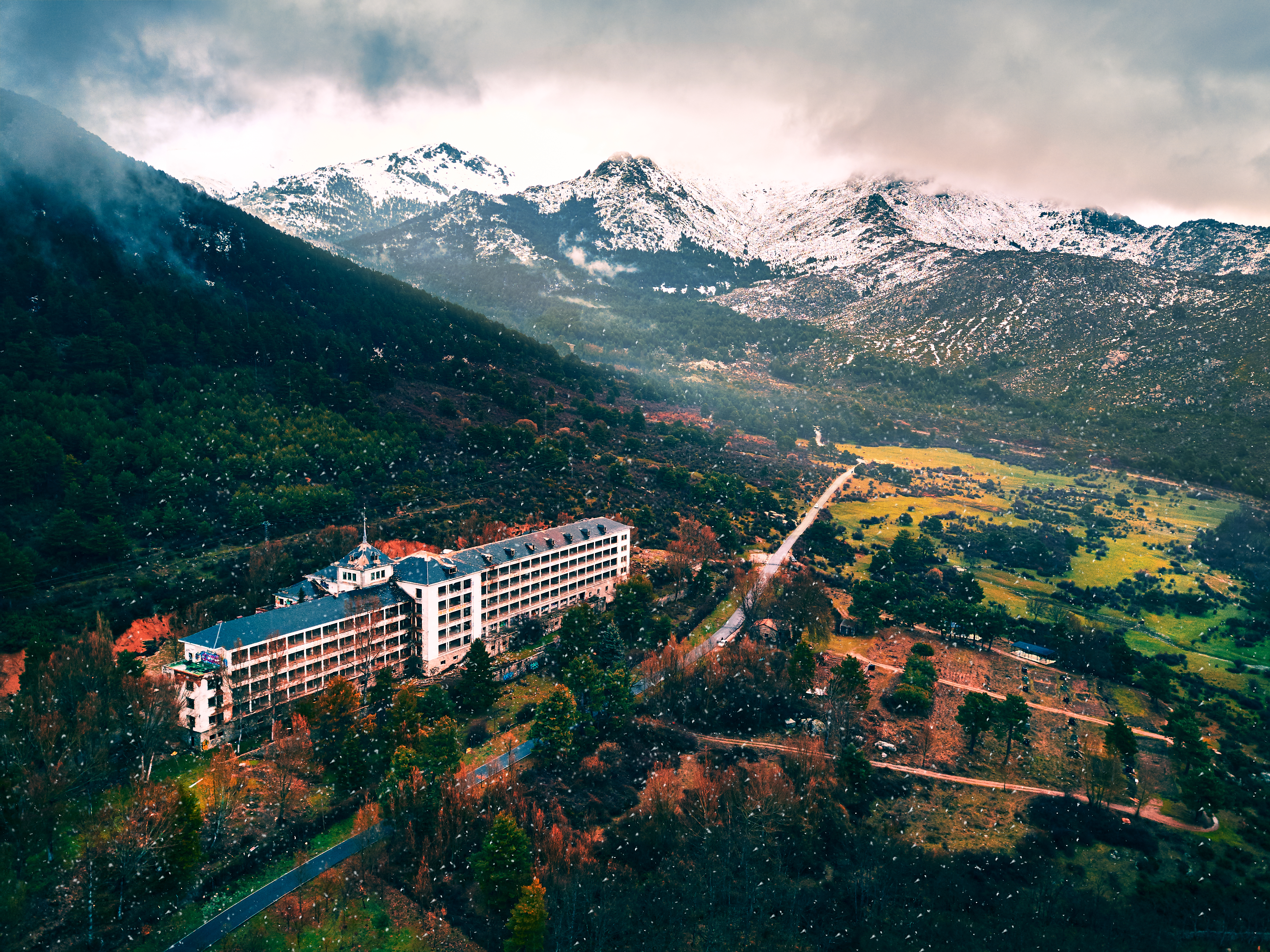
Vista aèria de l'edifici

És l'únic que encara queda en peus i això es deu al fet que fins a mig de la dècada de 1990 va funcionar com un hospital psiquiàtric. Quan es va decidir que aquests malalts havien de cuidar-los a les seves cases l'hospital va ser tancat i abandonat. Actualment està en ruïnes i l'entrada està castigada amb multa.

## Descripció
La construcció, seguint el patró de l'arquitectura sanitària de l'època, es va disposar en dues grans ales principals amb alguns edificis annexos i els soterranis. La raó que estigués en la serra radica que fins al descobriment de la penicil·lina i la estreptomicina l'aire fresc era el millor alleujament per a aquest tipus de malalts. A més, es va comprovar que a partir de 1200 metres sobre el nivell del mar els casos de tuberculosis descendien dràsticament. La peculiaritat d'aquesta construcció són els seus grans finestrals. Entre ambdues ales estava la torrassa; la carretera ho travessa i suposadament aquí hi havia l'entrada d'urgències.
No s'ha pogut comprovar el seu nombre d'habitacions doncs els envans han estat derrocats i només queden els pilars de l'estructura en la majoria de les plantes. Té 8 altures.